# Prince
Prince (ejtsd: prinsz, magyarul am. „herceg”, születési nevén Prince Rogers Nelson) (Minneapolis, Minnesota, 1958. június 7. – Chanhassen, Minnesota, 2016. április 21.) Oscar-, Golden Globe- és hétszeres Grammy-díjas amerikai zenész, énekes és dalszövegíró, több mint három évtizedig volt meghatározó alakja a popzenének.
Zenéje innovatív volt, több stílust kevert, mint a funk, az R&B, a latin, a country, a rock, a new wave, a klasszikus zene, a soul, a szintipop, a pszichedelikus zene, a pop, a jazz, és a hiphop. Legfontosabb alakja volt a Minneapolis sound-nak, az 1970-es években felvirágzott funk-rock alműfajnak. Minden idők egyik legtermékenyebb előadója volt, 39 stúdióalbumot adott ki karrierje során, amely mellett több tucatnyi kiadatlan albuma és ötvennél is több megjelenésre kész videóklipje is megtalálható az otthonában lévő páncéltermében. Több száz dalt adott ki saját neve és álnevek alatt, amely mellett más előadóknak is írt dalokat, mint a Nothing Compares 2 U vagy a Manic Monday. Becslések szerint az általa megírt dalok elérhetik az ezret is.
Minneapolisban született és nőtt fel, 19 évesen írt alá egy szerződést a Warner Bros Records-dzal. Innovatív albumaival, mint a Dirty Mind (1980), a Controversy (1981), és a 1999 (1982) nagy sikereket ért el. Hatodik stúdióalbuma, a Purple Rain (1984) hozta meg neki karrierje legnagyobb sikereit, hat hónapon keresztül volt a Billboard 200 élén. A Bíboreső filmzenéje volt, Prince főszereplésével. Az albumért Oscar-díjat is nyert. Miután felbontotta a The Revolution együttesét, nagy sikert ért el a Sign o' the Times (1987) albumával. 1993-tól 2000-ig egy kimondhatatlan szimbólumot használt neveként, így próbált függetlenedni a Warner Brothers lemezkiadótól, amely levédette a „Prince” nevet, és nem biztosított neki teljes művészi szabadságot (a kimondhatatlan szimbólum rövidítése: T.A.F.K.A.P. Jelentése: a művész, akit korábban Prince-ként ismertek, angolul: The Artist Formerly Known As Prince). 2004-es nagy visszatérése után a következő évtizedben hat albuma is elérte a Billboard 200 legjobb tíz helyének egyikét. Joni Mitchell azt mondta a zenészről, hogy „A motivációja olyan, mint egy művésznek. Nem a slágerek vezérlik, hanem a kísérletezés és a fejlődés.”
Több, mint 150 millió albumot adott el világszerte, amellyel minden idők legsikeresebb zenészei közé tartozik. Többszörös Grammy- és AMA-díjas, ezek mellett pedig Életmű-díjakat is nyert el. 2004 óta része a Rock and Roll Hall of Fame-nek, 2006 óta a UK Music Hall of Fame-nek és 2016-ban beiktatták a Rhythm and Blues Music Hall of Fame-be is.
Életében Prince gyakran szenvedett sérüléseket a dinamikus fellépéseinek köszönhetően, amely miatt sokszor fájdalmakban szenvedett és sétabotot használt. 2016 áprilisában 57 évesen hunyt el véletlen fentanil-túladagolásban chanhasseni (Minnesota) otthonában, a Paisley Parkban.

## Korai évek
Prince Rogers Nelson 1958. június 7-én született Minneapolisban, Minnesotában Mattie Della és John Lewis Nelson fiaként. Mindkét szülője afroamerikai volt. Az apja dalszerző, és zongorista volt, az anyja pedig jazzénekes. Az apja művésznevét (Prince Rogers) használta, amit az a Prince Rogers Trio jazz trióval való fellépésein használt. 1991-ben Prince apja elmondta az A Current Affairnek, hogy ő nevezte el a fiát, mert azt akarta, hogy Prince „véghez vigyen mindent, amit én akartam.” Prince fiatalkori beceneve Skipper volt.
A testvére Tyka 1960. május 18-án született. A testvérpárt nagyon érdekelte a zene, köszönhetően apjuk karrierjének. Prince az első számát hét évesen írta az otthoni zongorájukon, és a Funk Machine címet kapta. A szülei elváltak, amikor 10 éves volt. Az anyja hozzáment Hayward Bakerhöz, akivel a fiúnak elég zavaros kapcsolata volt. Sokszor váltogatta, hogy hol lakik. Volt, hogy az apjával, volt, hogy az anyjával, és a nevelőapjával.
Prince a Bryant Junior Highba és az akkori Central Középiskolába járt, ahol amerikai focizott, baseballozott és kosarazott. Utóbbit hobbiként később is folytatta. Prince 1973-ban találkozott Jimmy Jammel, és jó benyomást gyakorolt rá a zenei tehetségével, és a korai széleskörű hangszerismeretével.

## Karrier

### 1975–1984: A kezdetek, és az első sikerek
1975-ben Pepe Willie (Prince unokatestvérének férje) alapított egy együttest 94 East néven, Marcy Ingvoldstaddal és Kristie Lazenberryvel. Prince és André Cymone a felvételekben segédkezett az együttesnek. Willie írta a számokat, Prince gitározott. Prince és Willie együtt írta a Just Another Suckert.
1976-ban Prince készített egy demót Chris Moon producerrel Moon minneapolisi stúdiójában. Senki nem akarta szerződtetni Prince-t, így végül Moon elvitte a számot Owen Husneynak, aki aláírt Prince-szel (aki akkor 19 éves volt), és segített elkészíteni egy demót az Sound 80 Studios-ban. A felvételt jó fogadtatás érte, többek közt érdeklődött Prince iránt a Warner Bros. Records, az A&M Records és a Columbia Records is.
Husney segítségével Prince aláírt egy szerződést a Warner Bros.-zal. Három albumra kapott szabad kezet a fiatal énekes. Prince és Husney Kaliforniába költözött a zenész debütáló albumának felvételeihez. A For You 1978. április 7-én jelent meg. Az albumon mindent egyedül vett fel, komponált, hangszerelt, az összes (szám szerint 27) hangszeren ő játszott, és mindent ő maga írt (kivétel ez alól a Soft and Wet című szám, amin a szövegeket Moonnal írta). A Soft and Wet kislemez 12. helyet ért el a Hot Soul Singles slágerlistán, és 92.-et a Billboard Hot 100-on. A Just as Long as We’re Together 91. lett a Hot Soul Singles slágerlistán.

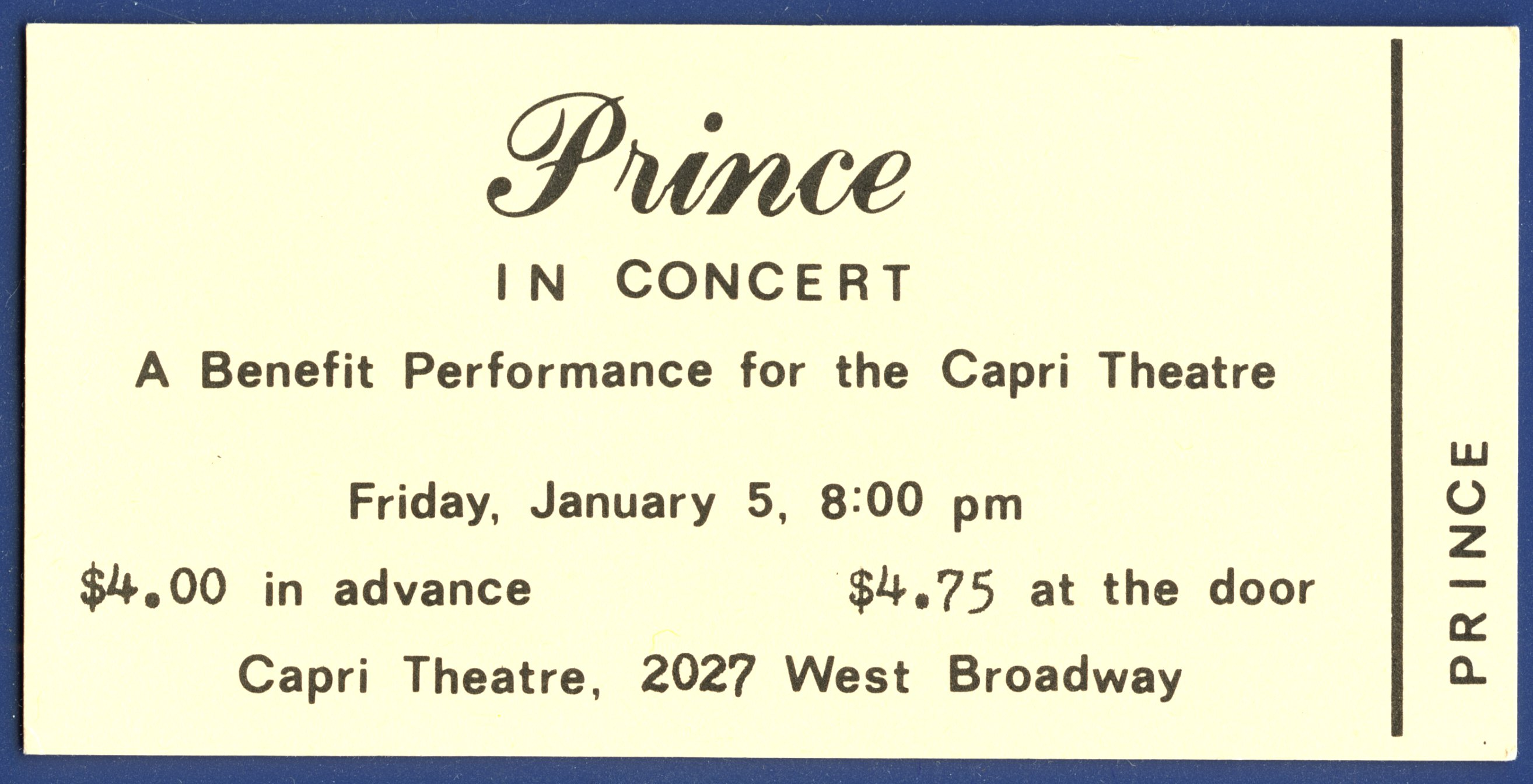
Egy jegy, Prince első koncertjére, 1979-ben

1979-ben Prince alapított egy együttest André Cymone-nal (basszus), Dez Dickersonnal (gitár), Gayle Chapmannel, Doctor Finkkel (mindketten billentyűsök), és Bobby Z-vel (dobok). Az első koncertjük a Capri Theaterben volt 1979. január 5-én. A Warner Bros.-tól is megtekintették a fellépést, majd megállapították, hogy az együttesnek még időre van szüksége, hogy a zenei hangzását kialakítsa. 1979 októberében  kiadott egy albumot Prince címmel, ami negyedik lett a Billboard Top R&B/Black Albums slágerlistán, 22. a Billboard 200-on és platina minősítést kapott az Amerikai Hanglemezgyártók Szövetségétől (RIAA). Két R&B-slágert tartalmazott a Why You Wanna Treat Me So Bad?-et és az I Wanna Be Your Lovert, amiből több, mint egymillió példány kelt el, és 11. volt a Billboard Hot 100-on, és két hétig első a Hot Soul Singles slágerlistán. Prince mindkét számot előadta 1980. január 26-án az American Bandstand-en.
1980-ban Prince kiadta a Dirty Mind című albumát, ami szexuális témájú tartalmazott, többek közt a Head, és a Sister. Az albumot Prince saját stúdiójában vették fel, aranylemezes lett, és az Uptown kislemez ötödik helyig jutott a Billboard Dance és a Hot Soul Singles slágerlistán. Ezen kívül Prince volt Rick James előzenekara az 1980-as Fire It Up turnén.
1981 februárjában Prince először lépett fel a Saturday Night Live-ban a Partyup című számával. Októberben megjelent a következő albuma, a Controversy. Gyakran koncertezett, többek közt a The Rolling Stones előzenekaraként az amerikai turnéjukon, de csak néhány dal után el kellett hagynia a színpadot. 1982-ben kezdett egyedüli fellépőként turnézni. Controversy album dalait a Controversy Music jelentette meg.
1981-ben Prince alapított egy mellékprojekt-együttest, ami a The Time nevet kapta. 1981 és 1990 között az együttes négy albumot jelentetett meg. Ezeken a számok nagy részét Prince játszotta, és ő volt a háttérénekes (az énekes pedig Morris Day). 1982 végén Prince megjelentetett egy dupla albumot 1999 címen, amiből több, mint 4 millió példány kelt el. Az album névadó száma tüntető jellegű volt a nukleáris fegyverek terjedése ellen, és az előadó első szülőországán kívüli Top 10-es slágere lett. A Little Red Corvette az egyike volt az első videóklipeknek fekete előadótól (Michael Jackson Billie Jeanjével együtt), amit az MTV folyamatosan játszott. Prince és Jackson között nagy volt a rivalizálás, nem csak zeneileg, hanem sportokban is). A Delirious című szám szintén Top 10-es volt a Billboard Hot 100-on. Prince az International Loverrel nyerte el az első Grammy jelölését.

### 1984–1987: The Revolution,Purple Rain, és a következő megjelenések
Ebben az időszakban Prince az együttesét Revolutionnek hívta. A zenekar neve az 1999 albumborítóján is szerepel fordítva a Prince szónak az „I” betűjében. Az együttes tagjai Lisa Coleman, Doctor Fink (mindketten billentyűsök), Bobby Z. (dobok), Brown Mark (basszus), és Dez Dickerson (gitár) voltak. Jill Jones (háttérénekes) szintén részt vett 1999 felvételeiben, és az azt követő turnéban. Az 1999 Tour után Dickerson elhagyta az együttest, hivatalosan vallási okok miatt. A gitárost Coleman egyik barátja, Wendy Melvoin váltotta. Eleinte az együttes csak ritkán vett részt munkálatokban, később 1983-ban egyre többször csatlakoztak Prince-hez a stúdióban.
Korábbi menedzsere (Bob Cavallo) szerint, az 1980-as évek elején Prince ragaszkodott hozzá, hogy összehozzanak neki egy szerződést a filmiparban, annak ellenére, hogy még nem nagyon volt ismert. Ennek az eredménye lett a nagy sikerű film, a Purple Rain (1984 – magyarul Bíboreső címen jelent meg), aminek a főszereplője volt Prince, részben önéletrajzi ihletésű volt, és megjelent vele együtt a filmzenei album, a Purple Rain. Az albumból több, mint 13 millió példány kelt Amerikában, és 24 hetet töltött a Billboard 200 első helyén. A film két Oscar-díjat nyert, egyet Legjobb eredeti filmzene egyet pedig a Legjobb eredeti musical kategóriában. Amerikában 68 millió dolláros bevételt hozott (ez 2019-ben $167 millió lenne). A filmen szereplő számok világszerte slágerek voltak. A When Doves Cry és a Let’s Go Crazy is első helyet, a Purple Rain pedig második helyet ért el a Billboard 200-on. Egy ponton Princenek egyszerre volt első egy albuma, egy kislemeze, és egy filmje. Az első énekes lett, aki ezt elérte. A Purple Rain album a 8. helyet kapta a Rolling Stone Minden idők 500 legjobb albuma listájának 2020-as kiadásán. Szintén helyet kapott a Time magazin Minden idők legjobb 100 albuma listán. Az album hozott két Grammy-díjat is a zenésznek, egyet a Legjobb rock előadás duó vagy csoport által ‑ vokál, egyet pedig a Legjobb eredeti filmzene kategóriában.

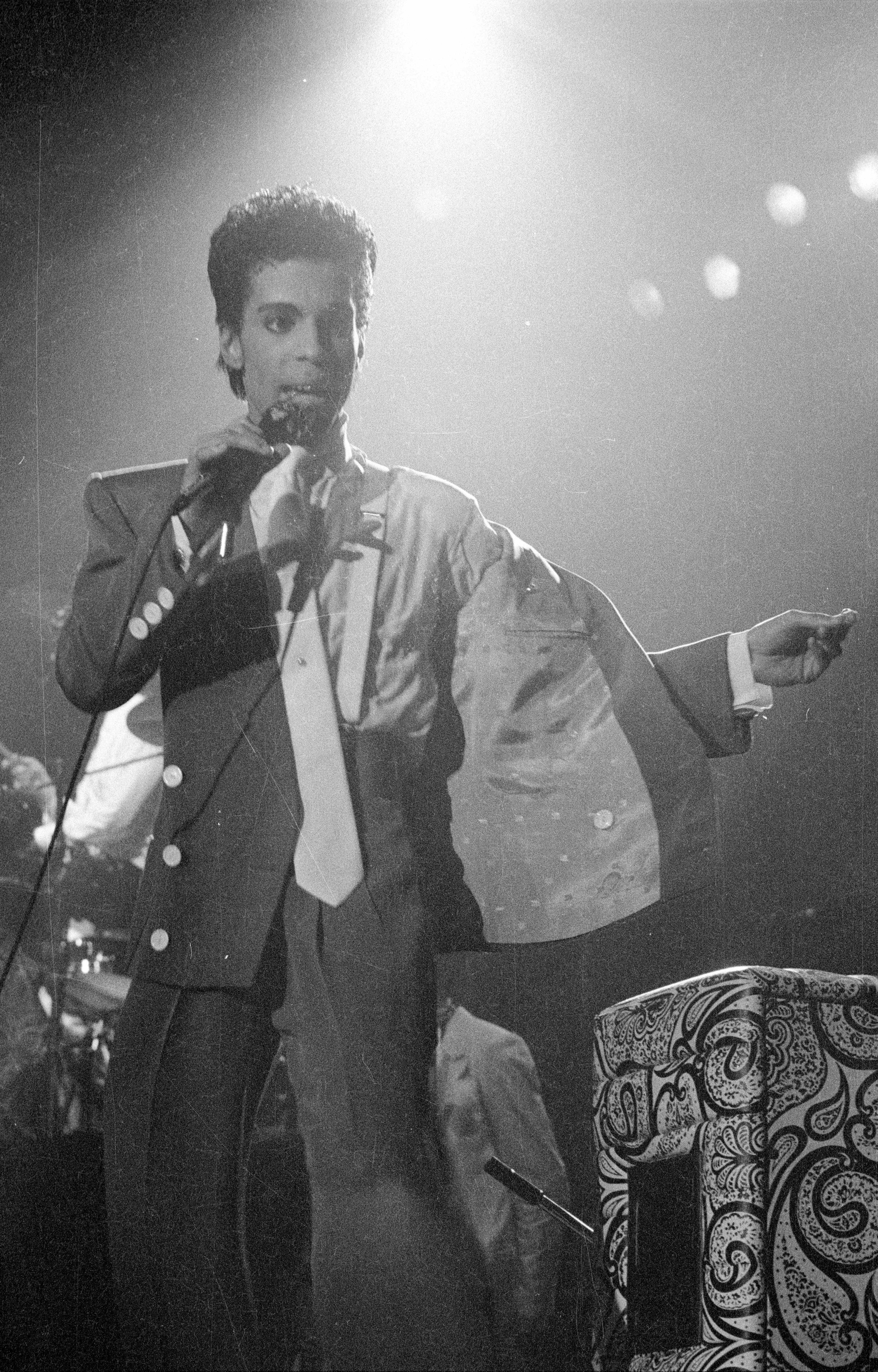
Prince, az 1986-os Hit N Run turné egyik állomásán, Brüsszelben

1984-ben Andy Warhol, amerikai képzőművész készített egy festményt Orange Prince (1984) címen. Warhol nagy rajongója volt a zenésznek és összesen tizenkét különböző művet készített a zenészről. Ezek közül négy ma a The Andy Warhol Musemban található meg Pittsburghben. A Vanity Fair írt Prince-ről a Purple Fame című cikkében, amelyet a Warhol-festmény nyitott és az első globális kiadvány volt, ami méltatta a zenész munkáját.
Miután Mary Elizabeth Aitcheson (férjezett nevén Tipper Gore) meghallotta 11 éves lányát Prince Darling Nikki számát énekelni (ami erősen szexuális tartalmú), létrehozta a PMRC-t (Parents Music Resource Center). A testület támogatta, hogy feltüntessék az albumok borítóján a jól ismert „Parental Advisory: Explicit Lyrics” matricát, ami az erős nyelvezetű, és gyerekeknek nem való témákat feldolgozó albumokat jelölte meg (és jelöli azóta is).
1985-ben Prince bejelentette, hogy a következő albuma megjelenése után abbahagyja a koncertezést és a videóklipforgatást. A következő albuma az Around the World in a Day (1985) három hétig volt az első helyen a Billboard 200-on. Az albumról két kislemez is Top 10-es lett a Billboard Hot 100-on, a Raspberry Beret (2.) és a Pop Life (7.).
1986-ban a Parade albuma harmadik lett a Billboard 200-on, és második az R&B slágerlistán. Az első kislemez a Kiss első lett a Billboard Hot 100-on (a dalt eredetileg a Mazarati projektjének írta). Ugyanebben az évben a Manic Monday (amit Prince írt, és a The Bangles vett fel) második helyet ért el a Hot 100-on. A Parade album volt Prince második filmjének, A telihold alattnak (1986) a filmzenéje. Prince rendezte, és szerepelt is a filmben, Kristin Scott Thomasszal együtt. Habár a Parade album platinalemezes lett, A telihold alatt sikertelennek minősült és öt Arany Málna díjat nyert.
1986-ban Prince megkezdte a Hit n Run – Parade Tour turnéját. A turné után az énekes feloszlatta a The Revolutiont, és kirúgta Wendy & Lisa-t. Brown Mark kilépett az együttesből, csak Doctor Fink maradt. A zenekar új tagjai Miko Weaver (gitár), Atlanta Bliss (trombita), és Eric Leeds (szaxofon) voltak.

### 1987–1991: Megint szólóban, és aSign o' the Times
A The Revolution felbomlása előtt Prince két külön projekten is dolgozott, az együttes Dream Factory albumán, és a szólóprojekt Camille-en. A korábbi három Revolution albummal ellentétben ezen lehetett hallani énekelni Wendy-t, és Lisa-t is. A Camille albumon Prince felgyorsított, feminin hangon énekelt. A két projekt dalait összegyúrva jött létre a Crystal Ball triplalemezes album. A Warner Bros. ragaszkodott hozzá, hogy az albumot Prince rövidítse le, így jött létre a Sign o' the Times című dupla album, ami 1987. március 31-én jelent meg.
Az album legmagasabb Billboard 200 pozíciója a hatodik volt. Az első kislemez, a Sign o' the Times harmadik volt a Billboard Hot 100-on. A második kislemez, az If I Was Your Girlfriend hatvanhetedik volt a Hot 100-on, de 12. lett az R&B listán. A harmadik kislemez (egy duett Sheena Eastonnel), a U Got the Look második volt a Hot 100-on, és 11. az R&B-n. A negyedik, és egyben utolsó kislemez, az I Could Never Take the Place of Your Man, legmagasabban a 10. helyen volt a Hot 100-on, és a 14-en az R&B slágerlistán.
Az albumot az év albumának nevezte a Pazz & Jop, és több, mint 3.2 millió példány kelt el belőle. Európában sikeres volt, és Prince egy hosszabb turnét is rendezett a kontinensen. A The Revolution fennmaradó tagjaiból (Miko Weaver, Doctor Fink, Eric Leeds, Atlanta Bliss, és a Testőrök – Jerome, Wally Safford, és Greg Brooks), Levi Seacer Jr.-ral (basszus), Boni Boyer-rel (billentyűsök), és Sheila E-vel (dobok) együtt hozott létre egy új együttest, és kezdett turnézni.
A turné Európában sikeres volt, és Prince menedzsere és a Warner Bros. szerette volna ezt a sikeres turnét Amerikába is átvinni. Prince ellenzett egy teljes US turnét, mert készen állt, hogy készítsen egy új albumot. Kompromisszumként az utolsó két koncert fel lett véve, hogy kiadják mozikban. A felvételeket nem tartották megfelelőnek, ezért a Paisley Parkban újabb koncerteket adtak a koncertfilmhez. A Sign o' the Times film 1987. november 20-án jelent meg. Jobb kritikákat kapott, mint az Under the Cherry Moon, de az érdeklődés a film iránt minimális volt.
Prince következő albuma a The Black Album lett volna. Több funk és R&B volt az albumon, mint a korábbi megjelenéseken. A The Black Album -on Prince próbálkozott egy kis hiphoppal is (a „Bob George” és a „Dead on It” számok). Az albumborító csak sima fekete volt, csak a katalógusszámmal rányomtatva, de miután több, mint 500 ezer példányt elkészítettek, Prince szerint az album ördögi volt, és visszahívatta. A Warner Bros. 1994-ben kiadta limitált kiadásként.
Prince visszatért a stúdióba, és megírta a Lovesexy-t, nyolc hét alatt és 1988. május 10-én adták ki. A Lovesexy a The Black Album spirituális ellentéte volt. Minden számot egyedül vett fel (kivétel az Eye No, amit az akkori együttesével készített). A Lovesexy 11. lett a Billboard 200-on, és ötödik az R&B albumok listáján. Az egyetlen kislemez az Alphabet St. volt, ami 8. lett a Hot 100-on, és harmadik az R&B-n. 750 ezer példány kelt el a kislemezből.

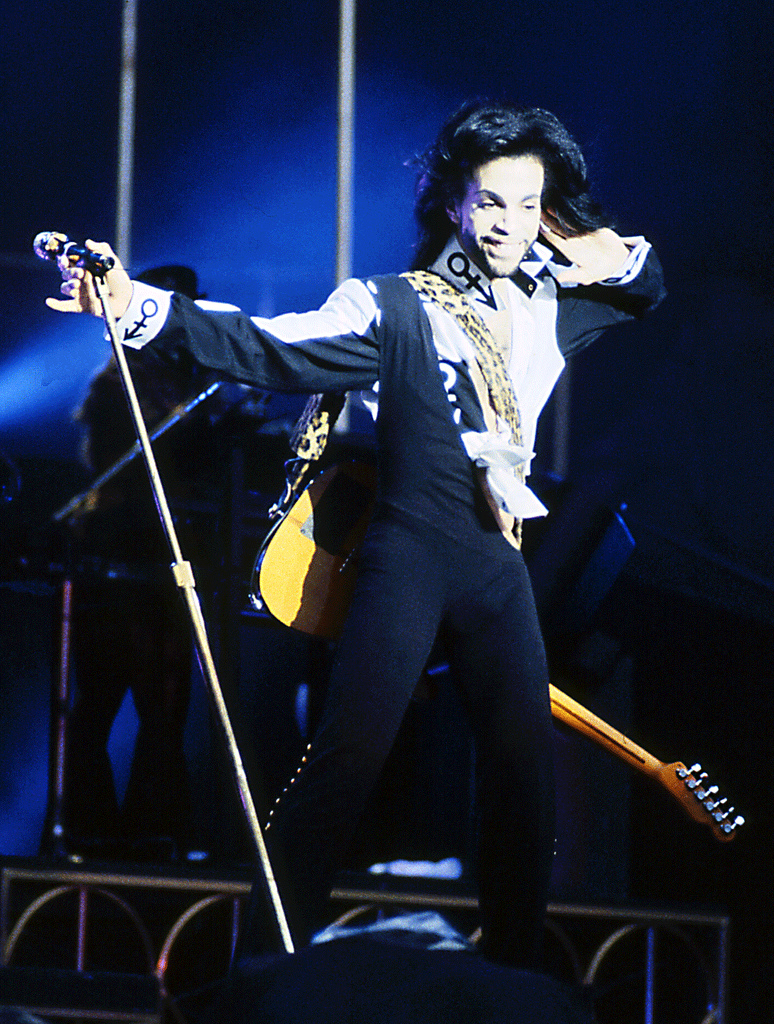
Prince egy koncerten, a Nude Tour közben (1990)

Prince megint elkezdett turnézni a Revolution utáni együttesével (mínusz a Testőrök), ami a Lovesexy World Tour nevet kapta. Habár a koncertek sikeresek, teltházasok voltak, nem sikerült profitot termelni, mert a fellépések nagyon drágák voltak.
1989-ben Prince közreműködött Madonna Like a Prayer stúdióalbumán. Többek közt a Love Songon (ének), a Like a Prayeren, a Keep It Togetherön, és az Act of Contritionön (gitár). Ezek mellett elkezdett dolgozni több saját projekten is, beleértve a Rave unto the Joy Fantastic albumon és Az irkafirka híd című film korai változatán. Ezt viszont félbe hagyta, mikor a Batman (1989) rendezője, Tim Burton megkérte, hogy dolgozzon a film zenéjén. Prince egy teljes albumot készített, amit a Warner Bros. adott ki 1989. június 20-án. A Batman első helyig jutott a Billboard 200-on, és több, mint 4,3 millió példányt adtak el belőle. A „Batdance” című kislemez szintén a Billboard 200, és az R&B lista legtetejéig kúszott. A The Arms of Orion 36., a Partyman 18. (a Billboard Hot 100-on, az R&B-n ötödik), és a Scandalous! ötödik helyig jutott az R&B slágerlistán. A filmkiadóval kötött szerződésének részeként az összes tulajdonjogot átadta a Warner Bros.-nak.
1990-ben Prince megint turnézni kezdett. Az európai és a japán turné pénzügyi siker volt, ahogy telt az év, Prince befejezte a negyedik filmjén, Az irkafirka hídon (1990), és hozzá tartozó Graffiti Bridge-en a munkálatokat. A Warner Bros. nem akarta finanszírozni a filmet, de Prince biztosította őket, hogy a Bíboreső folytatása lesz, és szerepelni fognak benne a The Time tagjai, így a stúdió zöld utat adott a projektnek. Az augusztus 20-án megjelenő album hatodik lett a Billboard 200-on, és az R&B albumok listán. Az első kislemez, a Thieves in the Temple hatodik lett a Hot 100-on, és első az R&B slágerlistán. A Round and Round 12. lett a US, és második az R&B slágerlistán. A dalban közreműködött az akkor tizenéves Tevin Campbell (aki a filmben is kapott szerepet). A film, amit 1990. november 20-án jelentettek meg, pénzügyi bukás volt, mindössze 4,2 millió dollár bevételt hozott. A film és az album megjelenése után a The Revolution utolsó tagjai (Miko Weaver, Doctor Fink) is elhagyták Prince együttesét.

### 1991–1994: The New Power Generation,Diamonds and Pearls, Love Symbol és a névváltás

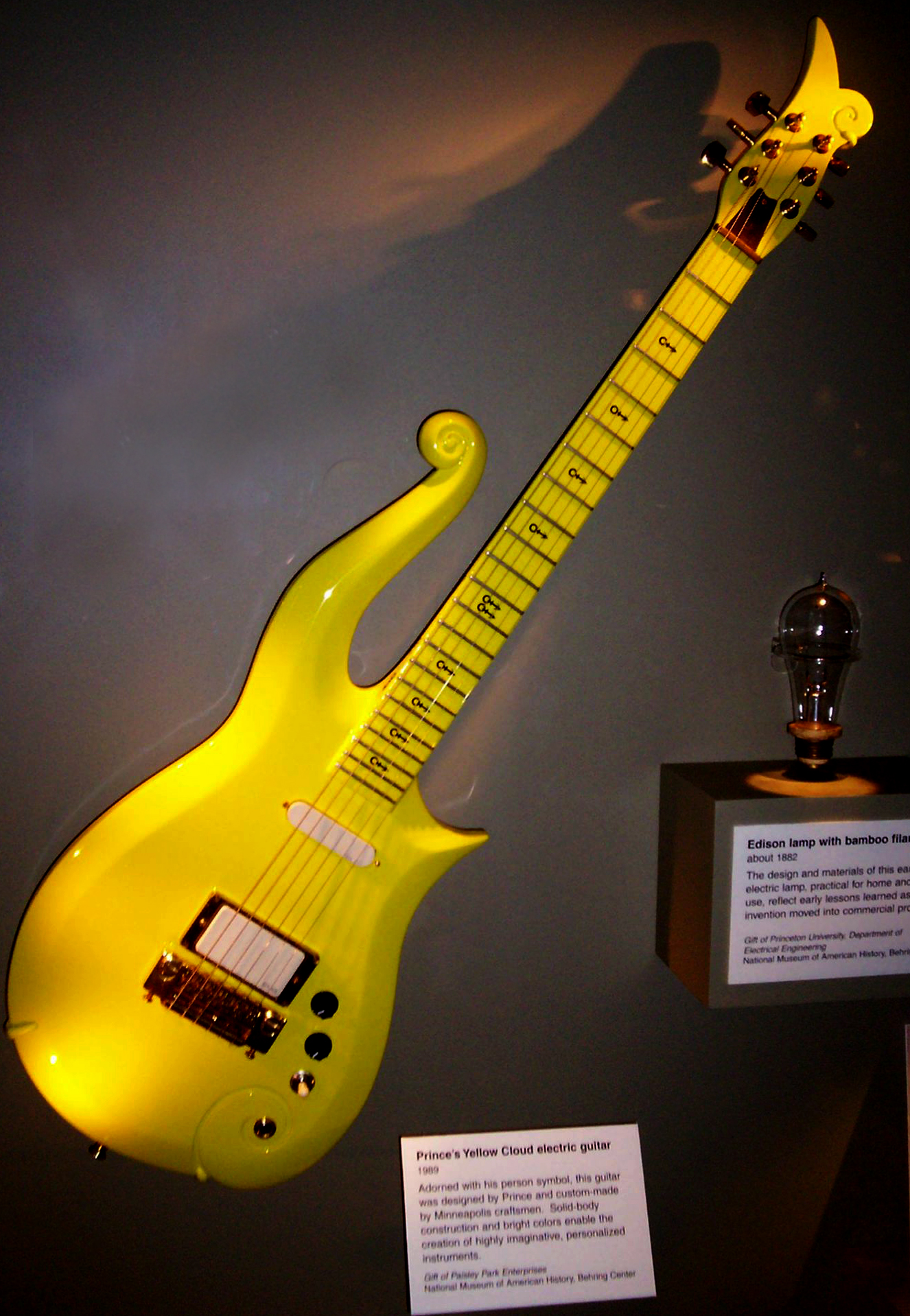
Prince Yellow Cloud gitárja a Smithsonian Institution Building-ben

1991-ben volt Prince új együttesének, a The New Power Generationnek a debütálása a Rock in Rio II fesztiválon. Miután Miko Weaver (gitár), és Doctor Fink (billentyűsök) elhagyta Prince együttesét, az énekes felvette Sonny T.-t (basszus), Tommy Barbarella-t (billentyűsök), Rosie Gaines-t, Michael Bland-et és a Game Boyz-t. A Diamonds and Pearls, amelyen az együttes tagjainak jelentős befolyása volt, 1991. október 1-én jelent meg, és harmadik lett a Billboard 200-on. A Diamond and Pearls-en négy sláger is volt. Ide tartozik a Gett Off (21.), a Cream (ez volt Prince ötödik amerikai első helyezett kislemeze), a Diamonds and Pearls (3.) és a Money Don’t Matter 2 Night (23.) a Billboard Hot 100 slágerlistán .
1992-ben a Prince and The New Power Generation kiadta az énekes tizenkettedik stúdióalbumát, Love Symbol címen. Az album borítóján összesen egy kimondhatatlan szimbólum szerepelt (később Love Symbol #2-ként lett levédve), mint a címe. Az album ötödik lett a Billboard 200-on. A Love Symbol a női (♀) és a férfi (♂) szimbólumok kombinációjaként volt leírva. A kiadó az első kislemeznek a 7 című számot szerette volna, de Prince ragaszkodott hozzá, hogy a My Name is Prince kapja ezt a pozíciót, mert az vonzó lett volna a hiphop stílusával az előző albumát megvásárló rajongóknak. A kiadó beleegyezett, de a szám csak 36. lett a Billboard Hot 100-on, és 23. az R&B slágerlistán. A második kislemez a Sexy MF (Hot 100: 66., R&B: 76.) volt. A kiadó által preferált első kislemez választás, a 7 hetedik lett a Billboard Hot 100-on. Az albumból, amit később Love Symbol címen emlegettek, több, mint 2,8 millió példány kelt el.
A Warner Bros. 1993-ban kiadott egy válogatásalbumot The Hits/The B-Sides címen. A gyűjtemény nagy részében Prince legsikeresebb számai szerepelnek (a Batdance az egyik nagy hiányosság, amely a tulajdonjogi problémák miatt nem szerepelhetett az albumon), és korábban nehezen megszerezhető számai, mint kislemezeknek a B-oldalai. Része volt a Revolution által felvett Power Fantastic és a Nothing Compares 2 U Rosie Gaines-zel. Két új dal jelent meg az albummal együtt kislemezként, a Pink Cashmere és a Peach.
1993-ban egy lázadásként a Warner Bros.-zal szemben, amely nem volt hajlandó kiadni Prince albumait elég gyorsan, a zenész hivatalosan is elkezdte a művészneveként a Love Symbol-t használni. Prince-re ebben az időszakban általában „The Artist Formerly Known as Prince”-ként, vagy egyszerűen „The Artist”-ként hivatkoztak.

### 1994–2000: Több megjelenés, és aThe Gold Experience
1994-ben Prince egyre gyakrabban kezdett el kiadni albumokat, ezzel is jelezve, hogy eltávolodik a Warner Bros.-tól. Gyakran a „Rabszolga” felirattal az arcán lépett fel. A kiadó az énekes véleménye szerint korlátozni akarta a művészi szabadságát azzal, hogy ritkábban engedte kiadni albumokat. Szintén a Warnert hibáztatta a Love Symbol rossz teljesítményéért, mert rosszul népszerűsítették azt. Ennek következtében adták ki hét évvel a felvételei után a The Black Album-ot. A kiadó végül megadta magát Prince kérésének, és megjelentette a következő albumát, Come címmel.
Prince ragaszkodott a következő albumának, a The Gold Experience megjelenéséhez. A Warner Bros. engedélyezte, hogy a The Most Beautiful Girl in the World című kislemezét egy független kiadó, a Bellmark Records adja ki 1994 februárjában. A szám 3. volt a US Billboard Hot 100-on, és első több egyéb országban. Ennek ellenére a kiadó még mindig nem volt lelkes a The Gold Experience kiadásával kapcsolatban. Az album végül 1995-ben jelent meg, és a Billboard 200 első tíz helyén szerepelt.
A Chaos and Disorder (1996) volt az utolsó album, amit Prince a Warner Bros.-nál adott ki, és az egyik legkevésbé sikeres kiadása.
Prince egy nagy visszatérésként (már korábbi kiadójától függetlenül) kiadta az Emancipation című 36 dalos, tripla lemezes (mindhárom pontosan egy órás) albumot. Saját kiadóján, az NPG Records-on keresztül adta ki, az EMI közreműködésével. Az album platina minősítést kapott az Amerikai Hanglemezgyártók Szövetségétől (RIAA) és az első, amin feldolgozások is szerepeltek, nem csak Prince saját számai (Joan Osborne – One of Us; Thom Bell és Linda Creed – Betcha by Golly Wow!; az I Can’t Make You Love Me; és a La-La (Means I Love You)).
Prince következő megjelenése, 1998-ban az öt CD-s Crystal Ball díszdoboz volt, ki nem adott számokból. Az album eladásai eléggé összevisszák voltak, néhány rajongó egy évvel a kiszállítás előtt rendelte meg azt, és hónapokkal a boltokba kerülése után kapta csak meg. A boltokban beszerezhető albumon nem szerepel az ötödik lemez, a Kamasutra. A New Power Generation harmadik, és egyben utolsó albumát, a Newpower Soult három hónappal később jelentették meg.
1999-ben Prince újra aláírt egy nagy kiadóval, az Arista Recordsszal, hogy kiadjon egy újabb albumot, Rave Un2 the Joy Fantastic címen. Pár hónappal korábban a Warner Bros, is kiadott egy válogatásalbumot Prince ki nem adott dalaiból, The Vault: Old Friends 4 Sale címen.
1999. december 31-én Prince adott egy online koncertet Rave Un2 the Year 2000 néven, amelyben vendégszerepelt többek között Lenny Kravitz, George Clinton, Jimmy Russel és a The Time is. A következő évben megjelent DVD-n is.

### 2000–2007: AMusicology, kiadó váltás, és a3121
2000. május 16-án Prince befejezte a Love Symbol név használatát, miután lejárt a szerződése a Warner/Chappellel. Ennek ellenére a logó minden albumának a borítóján helyet kapott, és továbbra is Love Symbol alakú gitáron játszott. A Rave Un2 the Joy Fantastic megjelenése után elsősorban az interneten keresztül adott ki új számokat az NPGOnlineLtd.com-on (később: NPGMusicClub.com). Albumok ebből az időszakból a Rave In2 the Joy Fantastic (2001), a The Rainbow Children (2001), a One Nite Alone… (2002), az Xpectation (2003), a C-Note (2004), a The Chocolate Invasion (2004) és a The Slaughterhouse (2004).
2001-ben a Warner Bros. kiadta a The Very Best of Prince stúdióalbumot, amelynek túlnyomó része az 1980-as évek legsikeresebb Prince-dalai voltak. 2002-ben Prince kiadta az első koncertalbumát One Nite Alone… Live! címen, amit a One Nite Alone… Tour turnéjának állomásain vettek fel. A 3 CD-s szett utolsó lemezén pedig „aftershow” számok vannak, It Ain’t Over címmel. A rajongóival ez alatt az időszak alatt jobban érintkezett a NPG Music Club-on keresztül. A rajongói meg voltak hívva a Paisley Park stúdióba túrákra, interjúkra, beszélgetésekre és zenehallgatásokra. Ezekből Kevin Smith készített egy kiadatlan dokumentumfilmet.
2004. február 8-án Prince fellépett Beyoncé-val a 46. Grammy díjátadón. A megnyitón előadták a Purple Raint, a Let’s Go Crazyt, a Baby I’m a Start, és Beyoncé Crazy in Love-ját. A következő hónapban Prince-et beiktatták a Rock and Roll Hall of Fame-be. A díjat Alicia Keys, Big Boi és André 3000 (OutKast) adta át neki. Előadta a Red House dalt, Purple House címen a Power of Soul: A Tribute to Jimi Hendrix albumon.
2004 áprilisában megjelent a következő Prince-album, Musicology címen. Az album Amerikában, Nagy-Britanniában, Németországban és Ausztráliában is a slágerlisták első öt helyén szerepelt. A CD-k jártak a koncertjegy vásárlás mellé, ez nagyban segítette a slágerlistás helyezéseket. Három hónappal később minden idők legjobb frontemberének nevezte a Spin. Ugyanebben az évben a Rolling Stone a legjobban kereső énekesnek nevezte, 56.5 millió dolláros évi bevétellel, ezt nagy részben a Musicology turnénak köszönhette. 96 koncerten játszott ez alatt a koncertsorozat alatt; egy koncertjegy átlagosan 61 dollár volt (2017-ben ez $79 lenne). A Musicology két Grammyt nyert, az elsőt a Legjobb Férfi R&B vokális teljesítményért, a Call My Name-ért. A másodikat a Legjobb hagyományos R&B vokális teljesítményért, a címadó számmal. A Musicology jelölve volt a Legjobb R&B dalra, és a Legjobb R&B albumra, illetve a Cinnamon Girl jelölve volt a Legjobb férfi pop vokális teljesítményre. A Rolling Stone magazin Prince-t minden idők 27. legjobb előadójának nevezte.
2005 áprilisában Prince gitározott Stevie Wonder So What the Fuss című számán, ami Wonder első kislemeze volt 1999 óta. 2005 végén Prince aláírt a Universal Records-hoz, hogy kiadja a 3121 című albumát, 2006. március 21-én. Az első kislemez a Te Amo Corazón volt, aminek a videóklipjét Salma Hayek rendezte, és Marrákesben (Marokkó) vették fel az argentin Mía Maestróval. A második kislemez, a Black Sweat klipjét jelölték az MTV VMAs Legjobb operatőri munka kategóriában. Ez az album volt Prince első 1. helyezett debütálása a Billboard 200-on.
Az album népszerűsítésének érdekében Prince a 2006. február 4-i Saturday Night Live zenei vendége volt, 17 évvel a legutóbbi, és közel 25 évvel az első (1981) SNL szereplése után. A 2006-os Webby Awards díjátadón Prince megkapta a Webby Életmű-díjat, „az internet okos használatáért, a zene terjesztésére, és a közönséggel való kapcsolatépítésre”, kiemelve a Crystal Ball (1997) kizárólagosan online megjelenését.
2006 júliusában, hetekkel a Webby-díj megnyerése után Prince lezárta az NPG Music Club weboldalt, ami már több, mint 5 éve működött. Az oldal lezárásának napján az énekest beperelte a brit HM Publishing (a Nature Publishing Group, szintén NPG tulajdonosa). Az események ellenére Prince ügyvédje tagadta, hogy ezért zárták volna le a weboldalt.
2006-ban Prince több díjátadón is megjelent. Előadott a 2006-os Brit Awards-on (Wendy & Lisa és Sheila E. társaságában), a 2006-os BET Awards-on (ahol megkapta a Legjobb férfi R&B előadó díjat) előadott egy válogatást Chaka Khan számaiból, aki aznap megkapta a BET Életmű-díjat. 2006-ban ő lett volna a Garfield 2. vígjátékban Herceg macskának a szinkronhangja, de végül elutasította a lehetőséget és Tim Curry vette át a helyét.
2006 novemberében Prince-t beiktatták a UK Music Hall of Fame-be. Szintén ebben a hónapban megnyitott egy night klubot, ami a 3121 nevet viselte, Las Vegasban, a Rio All Suite Hotelben. 2007 áprilisáig hetente koncertezett itt pénteken és szombaton. 2006. augusztus 22-én Prince kiadta az Ultimate Prince dupla lemezes válogatásalbumát. Ugyanebben az évben Prince írt egy számot az animációs slágerfilm Táncoló talpakhoz (Happy Feet, 2006). A dal, a „The Song of the Heart” a „Kiss” egy feldolgozásával (Nicole Kidman, Hugh Jackman) együtt szerepel a film zenéi között. 2007 januárjában a dal Golden Globe-ot nyert a Legjobb eredeti betétdalért.

### 2007–2010: Super Bowl XLI,Planet Earthés aLotusflower

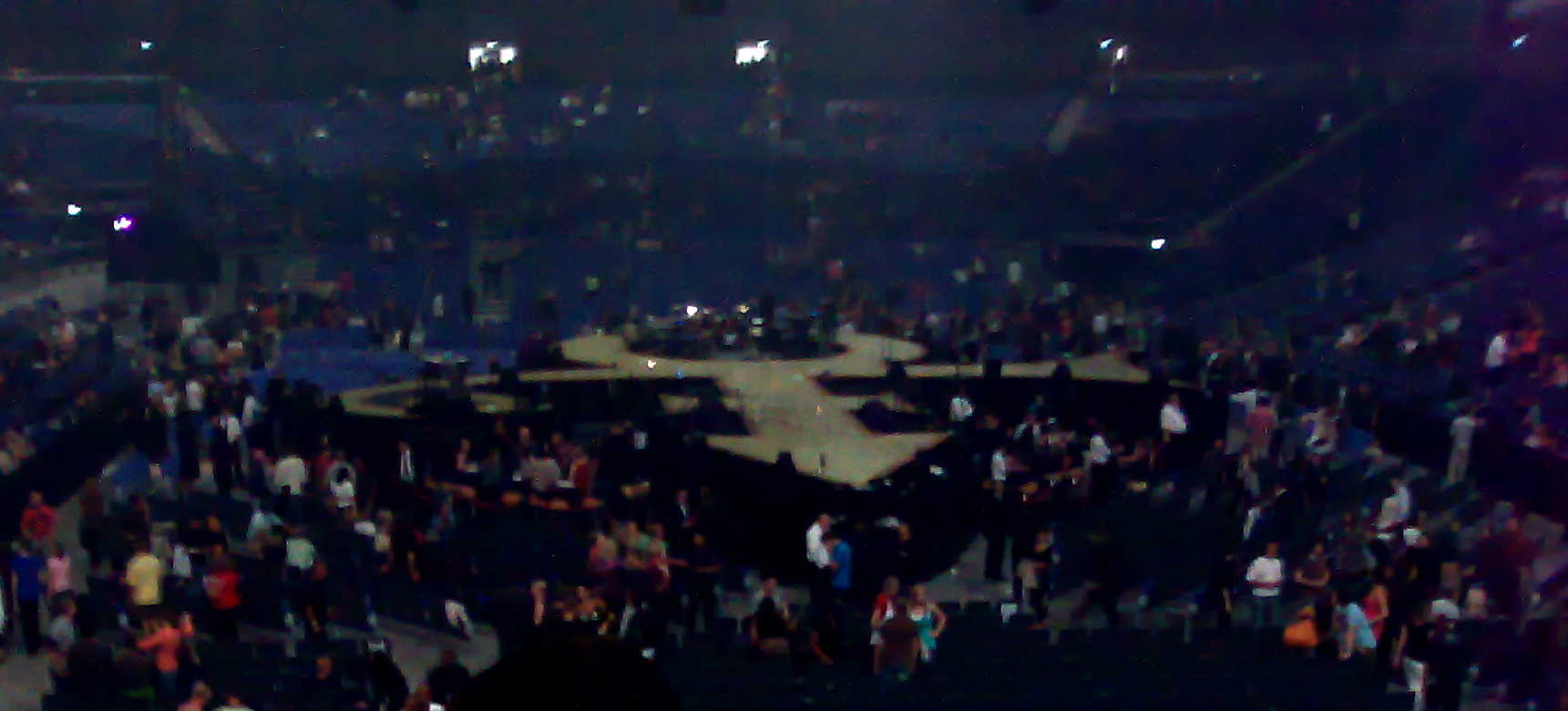
Prince színpada az Earth turné alatt

2007. február 4-én Prince fellépett a Super Bowl XLI Halftime Show-ján Miamiban, egy nagy színpadon, ami Love Symbol alakú volt. Az eseményt nagyjából 140 millióan látták élőben, ez volt a legnagyobb közönsége karrierje során. 2020-ban a Billboard minden idők legjobb Super Bowl fellépésének nevezte. Előadta a Queen We Will Rock You-ját, a Let’s Go Crazy-t, a Baby, I’m a Start, a Creedence Clearwater Revival Proud Mary-jét, Bob Dylan All Along the Watchtowerjét, a Foo Fighters Best of You-ját, és miközben elkezdett esni az eső, odaillően fejezte be a félidőt a Purple Rainnel.
2007 közepén Prince 21 koncertet játszott Londonban, a 20 ezer férőhelyes O2 Arénában. A jegyek 31 fontba kerültek. Eredetileg csak hét koncert lett volna, de ezt megemelték 15-re, miután mind a 140 ezer jegy elkelt 20 perc alatt. Végül ezt emelték 21 fellépésre.
Prince Sheila E.-vel fellépett a 2007-es ALMA Awards-on. 2007-ben megjelent Planet Earth című albuma a The Mail on Sunday mellett, ingyenes extraként. Emiatt a Sony BMG nem volt hajlandó eladni az albumot az Egyesült Királyságban. Az albumról négy kislemez jelent meg, a Guitar, a Chelsea Rodgers, a Somewhere Here on Earth és a The One U Wanna C.

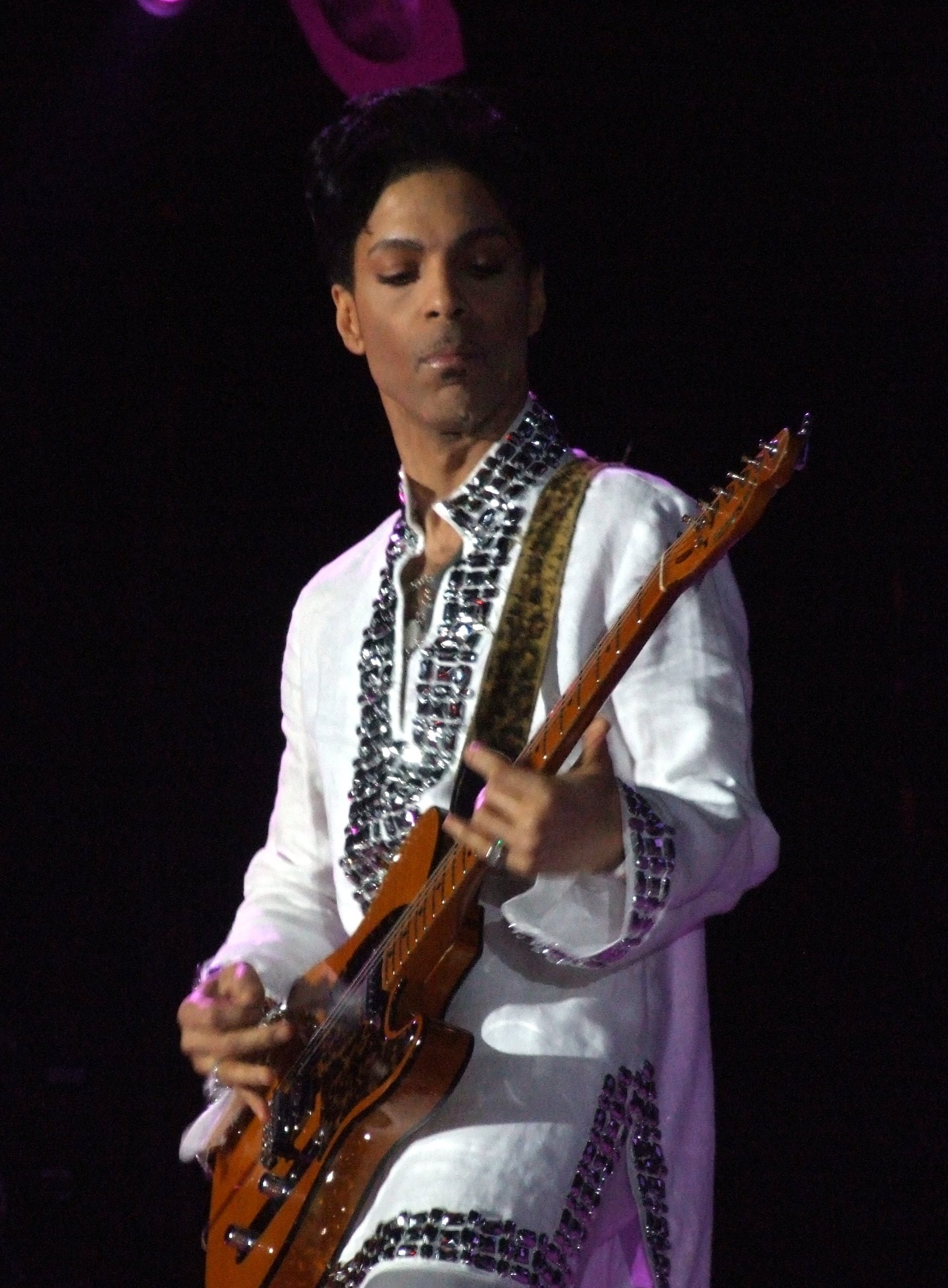
Prince a 2008-as Coachella Fesztiválon

2008 áprilisában Prince fellépett a The Tonight Show with Jay Leno-ban, ahol bemutatott egy új számot, a Turn Me Loose-t. Napokkal később fellépett a Coachella Fesztiválon, amiért 5 millió dollárt kapott. 2007. július 7-én három koncertet adott Minneapolisban, a Macy's Auditoriumban (új parfümét, a 3121-et népszerűsítve), a Target Centerben és a First Avenue klubban (a Bíboreső film helyszíne), ahol 1987 óta először lépett fel.
2008-tól Kiran Sharma volt a menedzsere. 2008. április 25-én fellépett a The Tonight Show with Jay Leno műsorán, ahol bemutatta új dalát, a Turn Me Loose-t. Napokkal később fellépett a Coachella Fesztiválon, amiért több, mint 5 millió dollárt fizettek neki.  2008 októberében Prince kiadott egy koncertalbumot Indigo Nights címen, amelyeket az IndigO2-ban vettek fel londoni koncertsorozata alatt.
2008. december 18-án Prince bemutatott négy számot az új albumáról, a Los Angeles-i Indie 103.1 rádión. A műsor házigazdái, Max Tolkoff és Mark Sovel meg lettek hívva Prince otthonába és kaptak egy CD-t, hogy premiereljék a rádióállomáson. A dalokat másnap mutatták be a Jonesy's Jukebox műsoron, melynek házigazdája Steve Jones.
2009. január 3-án az új weboldala, a LotusFlow3r.com elindult, ahol koncertjegyeket lehetett venni, és dalokat streamelni. Január 31-én Prince két számot adott ki a weboldalon: a Disco Jellyfish-t, és az Another Boy-t. A Chocolate Box, a Colonized Mind és az All This Love később szintén online jelent meg. Prince kiadott egy tripla albumot (2009. március 24. online, illetve CD-n 29-én), amibe tartozott a Lotusflower, az MPLSoUND, és Bria Valente Elixer albuma.
2009. július 18-án kétszer is. fellépett a Montreux-i Jazz Fesztiválon a New Power Generationnel, Rhonda Smith-szel, Renato Netoval és John Blackwellel. Október 11-én két meglepetéskoncertet adott a Grand Palais-ben, október 12-én pedig a La Cigale-ban, Párizsban. Október 24-én fellépett a Paisley Parkban.

### 2010–2012:20Tenés a Welcome 2 turnék
2010 januárjában Prince írt egy új számot Purple and Gold címmel, amit a Minnesota Vikings, Dallas Cowboys elleni meccse inspirált. A következő hónapban a The Current rádióállomás mutatta be a Cause and Effect, ezzel mutatva támogatását a független rádióknak.
2010-ben Prince helyet kapott a Time magazin „A világ 100 legbefolyásosabb embere” éves listáján. Prince kiadott egy új kislemezt Hot Summer címmel június 7-én, az 52. születésnapján. 2010 júniusában megjelent az Ebony magazin címlapján, miután a 2010-es BET díjátadón Életmű-díjat kapott.
A következő stúdióalbuma, a 20Ten 2010 júliusában jelent meg egy ingyenes mellékletként újságokhoz (Nagy-Britanniában, Belgiumban, Németországban és Franciaországban). Elutasította, hogy online le lehessen tölteni, majd lezárta a LotusFlow3r.com-ot. 2010. július 4-én Prince megkezdte a 20Ten turnéját. Két része volt a turnénak, a második októberben kezdődött és az Abu-dzabi nagydíjjal záródott. A 20Ten Deluxe Editionről október 8-án jelent meg a Rich Friends egy részlete. Prince a következő turnéját, a Welcome 2-t december 15-én kezdte meg. Prince 2010. december 7-én lett beiktatva a Grammy Hall of Fame-be.
2011. február 12-én Prince átadott egy díjat Barbara Streisandnek, és 1.5 millió dollárt adományozott jótékony célokra. Ugyanezen a napon jött a hír, hogy a Glee televíziós műsor nem kérte engedélyét a Kiss feldolgozására, egy olyan epizódban, amit már leforgattak. Prince fellépett a Hop Farm fesztiválon, július 3-án. Ez volt 2007 óta az első koncertje Nagy-Britanniában, és az első fesztiválja az országban. Annak ellenére, hogy egyszer már elutasította, hogy az interneten keresztül adjon ki zenét, 2011. november 24-én mégis megjelentette az Extraloveable című számát iTunes Store-on, és Spotify-on. A svájci Purple Music kiadó megjelentette a Dance 4 Me kislemezét december 12-én, amelynek része Bria Valente 2 Nite kislemeze és remixek.

### 2013–2016: Visszatérés a Warner Bros.-hoz, 3rdEyeGirl,HitNRunTurnék és Prince utolsó évei
2013 januárjában Prince kiadott egy dalszöveg-videót az új Screwdriver című számához. Áprilisban bejelentett egy nyugati-parti turnét a 3rdeyegirllel, aminek Live Out Loud volt a neve. Az utolsó két koncert Minneapolisban volt, ahol a The Revolution korábbi dobosa, Bobby Z. volt a vendégdobos. Augusztusban megjelent egy kislemeze Breakfast Can Wait címen.
2014 februárjában Prince Londonban lépett fel a 3rdeyegirllel, aminek a Hit and Run turné nevet adta. Az első koncertet Lianne La Havas énekesnő otthonában adta, melyeket az Electric Ballroom és a Shepherd's Bush Empire követett. 2014. április 18-án megint megjelent egy kislemeze The Breakdown címmel. 18 évnyi szünet után újra aláírt a Warner Bros.-zal. A Warner bejelentette, hogy Prince meg fog jelentetni egy remasterelt Deluxe Edition-t a Purple Rain (1984) albumához 2014-ben, hogy megünnepelje az album 30. évfordulóját. Ezért cserébe Prince a Warner-nél felvett minden számának használati jogát visszakapta a kiadótól.
2014 februárjában Prince megkezdte a Hit N Run Part One turnéját. Prince a koncerteket volt, hogy a fellépés napján jelentette be. A turné a Camden Electric Ballromjában kezdődött meg, majd további londoni koncertek után Európában folytatta a koncertezést. Májusban elkezdődött a Hit N Run Part Two turné, amire már normál stílusban lehetett venni jegyeket. 2014 tavaszán elindította az NPG Publishinget.
2015 májusában Freddie Gray halála (rendőrök indokolatlanul erőszakosak voltak vele letartóztatása közben; vagy a rendőrautóban sérült meg) után Prince megjelentetett egy számot „Baltimore” címen, Gray emlékére, a baltimore-i tüntetők támogatására, és a fegyverbirtoklás ellen. Szintén Gray emlékére tartott egy koncertet, Dance Rally 4 Peace néven a Paisley Parki otthonában, és megkérte rajongóit, hogy szürke (angolul: gray) ruhákban jöjjenek Freddie Gray tiszteletére. Május 10-én fellépett Baltimore-ban is a Royal Farms Arénában, amely koncertjén részt vett az állam ügyvédje, Marilyn Mosby is. A koncert neve Rally 4 Peace volt.
Prince utolsó előtti albuma, a HITnRUN Phase One 2015. szeptember 7-én jelent meg, a Tidal zenestreamelő szolgáltatón, majd CD-n szeptember 14-én. A HITnRUN Phase Two pedig december 12-én jött ki. 2016 februárjában az énekes bejelentette a Piano & A Microphone Tour turnét, amelyen egyedül lépett fel, és csak zongorán játszott. Sok előkészületi koncertje volt a Paisley Park-ban január végén. Az ausztrál, és új-zélandi állomásai a turnénak kis kapacitású koncerttermek voltak (a Sydney-i Operaházzal együtt). A Hit n Run Phase Two lemezt minden néző  megkapta a koncert után. A turnét az Egyesült Államokban folytatta, de áprilisban betegsége miatt le kellett fújni.
Az énekes 2016. április 21-én hunyt el. Halálát gyógyszer-túladagolás okozta. Az opioidfüggő művész azt hihette, hogy patikákban kapható fájdalomcsillapítót vesz be, ehelyett ismeretlen forrásból származó, illegálisan készült, 50-szer erősebb fentaniltartalmú tablettákat fogyasztott.

## Betegsége és halála
Prince találkozott Michael T. Schulenberg orvossal Excelsiorban 2016. április 7-én és április 20-án. Április 7-én elhalasztott két fellépést az atlantai Fox Theaterben a Piano & A Microphone turnéja során, a helyszín nyilatkozatában influenzára hivatkoztak. A koncert, amely végül április 14-én került megrendezésre, Prince utolsó koncertje volt életében. Miközben repült vissza Minneapolisba, a repülőjének kényszerleszállást kellett végrehajtania Molin-ban (Illinois), mert az énekes eszméletét vesztette. Leszállás után kórházba került, ahol Narcan gyógyszert adtak neki. Mikor magához tért, az orvosi utasítások ellenére elhagyta a kórházat. Hetekig influenzában és dehidratációban szenvedett. Másnap látták biciklizni az énekest Chanhassenben és megállni a Electric Fetus lemezboltnál. Április 19-én részt vett egy Lizz Wright koncerten a Dakota Jazz Clubban.
2016. április 20-án Prince képviselete felhívta a kaliforniai Howard Kornfeld orvost, hogy segítséget szerezzen a zenésznek. Kornfeld 22-én találkozott volna az énekessel. Április 21-én 9 óra 43 perckor hívták ki a mentőket Prince Paisley Park-i otthonába. A telefonáló először egy eszméletlen férfit jelentett be, majd csakhamar elárulta, hogy az illető Prince és halott. A hívó Kornfeld fia volt, aki buprenorfint hozott az énekesnek, hogy segítsen az opioid függőségében. A kiérkező mentők CPR-t hajtottak végre az énekesen, de megállapításuk alapján, már legalább hat órája halott volt a kiérkezéskor és nem tudták újraéleszteni. 10 óra 7 perckor nyilvánították halottnak, 19 perccel az érkezésük után. Öngyilkosságnak vagy gyilkosságnak nem volt nyoma. Június 2-án kiadott nyilatkozatban a halál okát véletlen fentanil túladagolásként nevezték meg. A zenész 57 éves volt.
A túladagolt fentanil a Vicodin fájdalomcsillapítókhoz hasonló pirulákban volt. Azt, hogy ezeket Prince honnan szerezte, nem lehet tudni, a nyomozások mindenesetre nem zárultak vádemeléssel.

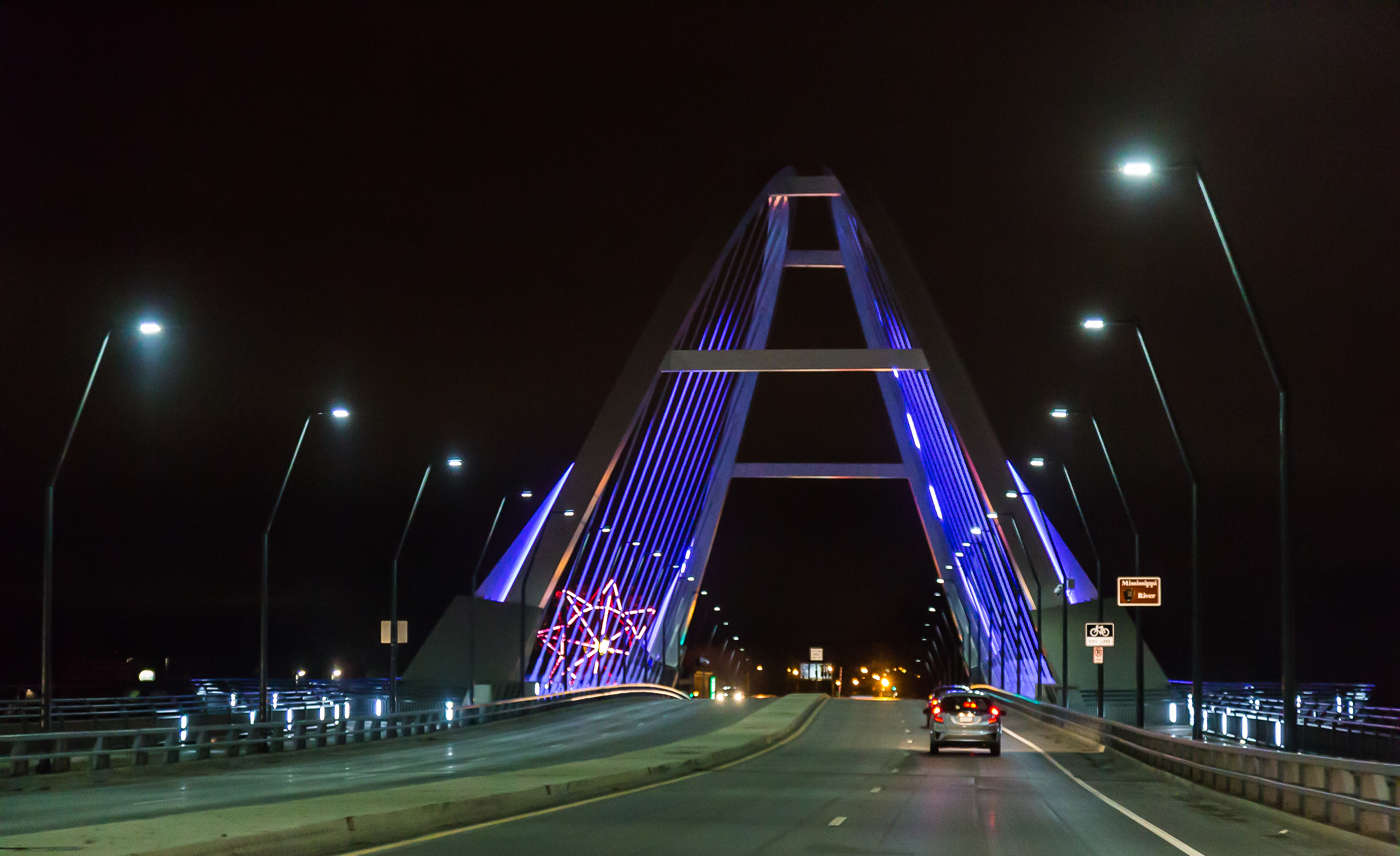
A Lowry-híd (Minneapolis) lila fénnyel megvilágítva Prince halála után

A halottszemlét dr. A. Quinn Strobl végezte, amelyek után az énekest elhamvasztották. Halála idejében Prince nem volt házas és nem volt élő gyermeke. Minnesotai törvények alapján ilyenkor testvére, Tyka Nelson mellett öt féltestvérének is joga volt több millió dolláros hagyatékához. 700 ember jelentkezett be, mint az énekes féltestvére vagy leszármazottja. A Bremer Trust kapott irányítást a hagyatéka fölött és felnyitották páncéltermét is a házában.
Hamvait egy Paisley Park alakú urnában tárolják, amely 2016 októberében megtekinthető volt az otthonának bejáratánál.

### Megemlékezések
Számos zenész és kulturális figura is reagált a zenész halálára. Barack Obama amerikai elnök gyászolta és az Egyesült Államok Szenátusa elfogadott egy határozatot, amiben eredményeit méltatták, „mint zenész, zeneszerző, újító és kulturális ikon.” Országszerte tartottak megemlékezéseket és virrasztásokat tartottak, ezek mellett épületeket és hidakat világítottak meg lila színnel. A halálát követő öt órában a Twitteren a Prince volt a leghasználtabb kifejezés a platformon, Facebookon pedig 61 millió Prince-hez köthető interakció történt. Az MTV-programját félbeszakították, hogy leadjanak egy maratont Prince videóklipjeiből és a Bíboreső filmet. A következő héten több moziban is megtekinthető volt az ikonikus film. A Saturday Night Live egy epizódjában, a Goodnight, Sweet Prince-ben emlékeztek meg róla.

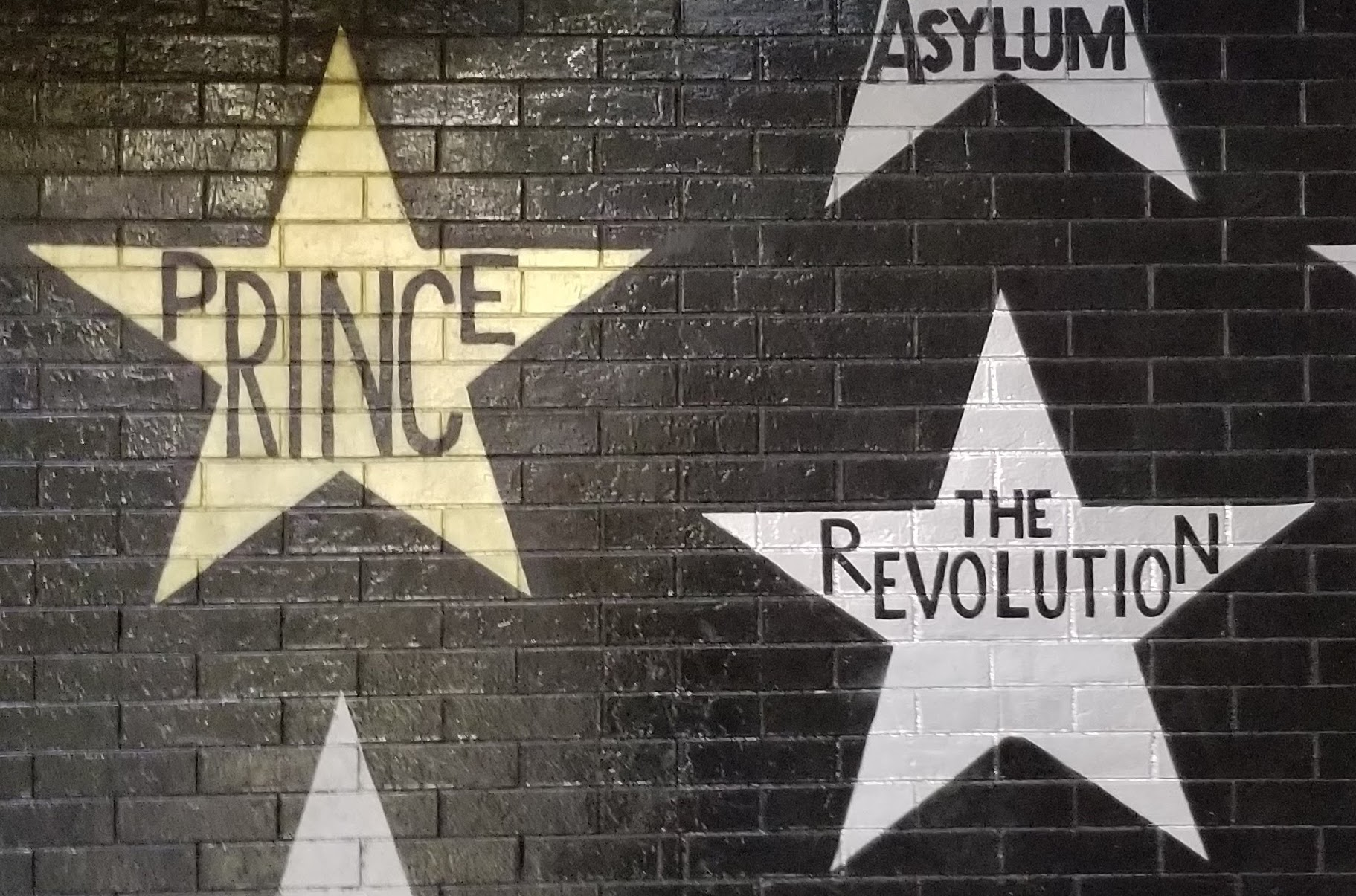
Prince aranyra festett csillaga a First Avenue klub falán

A Nielsen Music riportja szerint albumainak eladása 42 ezer százalékkal emelkedett. Április 21 és 28 között 4.41 millió példányt adtak el albumaiból és öt albuma volt egyidőben a Billboard 200 tíz legjobb helyén, elsőként a lista történetében. Az 59. Grammy-díjátadón a The Time és Bruno Mars adott egy megemlékező-koncertet.
2016. május 2-án a The New Yorker címlapján egy Purple Rain illusztráció szerepelt. 2016 júniusában a Vanity Fair kiadott egy különleges magazint The Genius of Prince címen. A sztár életét és sikereit ünnepelte és szerepelt benne az eredeti, 1984-es Vanity Fair cikk, amely az első nagy sikerei után íródott, a The New Yorker, a Wired és a Pitchfork alapanyagaival kiegészítve. A Bíborszín és a Hamilton musicalek szereplői is megemlékeztek a zenészről a Purple Rain és a Let’s Go Crazy dalokkal.
2016-ban minnesotai képviselő, Joe Atkins bemutatott egy határozatot, amely egy Prince-szobrot helyezett volna a Nemzeti Szoborcsarnokba, hogy megemlékezzen a zenész sikereiről, zenéhez való hozzájárulásáról és mindenről, amit Minnesota államért tett. 2020-ig ezt még nem fogadták el.

## Posztumusz projektek

### 2016
2016. augusztus 21-én Prince-et beavatták a Rhythm and Blues Music Hall of Fame-be. Az első album a halála után a 4Ever válogatásalbum volt, amely 2016. november 22-én jelent meg. Szerepel rajta a korábban kiadatlan Moonbeam Leaves, amelyet a 1999 munkálatai közben vett fel.

### 2017
2017. február 9-én a Prince hagyatékát kezelő cég szerződést kötött a Universal Music Grouppal, amelybe beletartoztak az NPG Records-dzal kiadott és korábban kiadatlan dalai a páncélterméből. Június 27-én a Comerica kérvényezte a Carvey County körzeti bírójától, hogy vonja vissza a szerződést, mert problémát okozna a Prince által 2014-ben kötött szerződésben a Warner Bros. Records-dzal. Miután a Universal ügyvédjei áttekintették a Warnerrel kötött szerződést, ők maguk kérvényezték a megegyezés felbontását. Július 13-án a bíróság semmissé tette a szerződést, de a Universal továbbra is készíthet Prince-hez köthető termékeket.
Április 19-én bejelentették a Deliverance középlemezt, amelyen öt kiadatlan dal szerepelt. Másnap Prince hagyatékát kezelő cég kapott egy korlátozási végzést George Ian Boxill ellen, akinek tulajdonában voltak az eredeti felvételek és megakadályozta az EP kiadását.
Június 23-án a Purple Rain újra megjelent, két új Deluxe kiadással. Az első Prince-album, amelyet remastereltek és újra kiadtak. A Deluxe verzió két lemezből áll, amelyből az első egy olyan remaster, amelyet még maga Prince hagyott jóvá 2015-ben. A Deluxe Expanded négy lemezből áll és szerepelnek rajta B-oldalak is a Purple Rain-érából, egy DVD-vel kiegészítve. Az album negyedik helyen debütált a Billboard 200-on és első volt a Billboard R&B Albums és Vinyl Albums listán.

### 2018
2018. április 19-én a Nothing Compares 2 U 1984-ben Prince által felvett verziója megjelent kislemezként, egy videóklippel kiegészítve. Troy Carter jelentette be, hogy egy teljes album megjelenése volt várható szeptember 28-án.
Júniusban a Prince hagyatékát kezelő cég aláírt egy szerződést a Sony Music Entertainmenttel, amely tartalmazta a jogokat a stúdióalbumokhoz, kiadatlan dalokhoz, remixekhez, koncertfelvételekhez, videóklipekhez és a B-oldalakhoz 1995 előttről és a stúdióalbumokhoz 1995 és 2010 között. 2021-től Prince Warner Bros. Records-dzal kiadott albumai 1978 és 1996 között a Sony által lesznek kereskedelembe helyezve az Egyesült Államokban, míg a nemzetközi jogokat a Warner birtokolja.
Július 11-én a Heritage Auctions bejelentette Prince személyes tárgyainak elárverezését Dallasban. Ezek közé tartozott Prince Bibliája, koncertek közben viselt ruhái és személyes dokumentumok. Augusztus 17-én az NPG Records kiadta mind a 23 albumot, amelyet Prince a Warner Bros. után jelentetett meg, digitálisan, streaming platformokon az Anthology: 1995-2010 válogatásalbummal együtt. Szeptember 21-én megjelent a Piano and a Microphone 1983, amely korábban kiadatlan dalokat tartalmazott.

### 2019
A Sony/Legacy kiadások 2019. februárjában kezdődtek meg. Az első három a Musicology, a 3121 és a Planet Earth voltak CD és lila hanglemez formában. Később ugyanebben a hónapban a Prince Estate bejelentette a Rave Un2 the Joy Fantastic és a Rave In2 the Joy Fantastic albumok kiadását az Ultimate Rave-vel együtt, amely tartalmazta a Prince In Concert: Rave Un2 the Year 2000 DVD-t. Április 13-án a The Versace Experience: Prelude 2 Gold kazettát újra kiadták 1995-ből.
Június 7-én A Warner kiadta az Originals albumot exkluzívan a Tidal-on keresztül, amelyen a zenész másoknak írt dalainak eredeti verziói szerepelnek. Szeptember 13-án a The Versace Experience: Prelude 2 Gold is megjelent hanglemezen és CD-n a Chaos and Disorderrel és az Emancipationnal együtt. Október 18-án megjelent az I Feel For You egy demófelvétele kislemezként a Prince album 40. évfordulójának alkalmából. November 27-én újra megjelent a 1999-t három verzióban, amelynek legbővebb kiadásán 35 korábban kiadatlan dal szerepel, két koncertfelvétellel.

### 2020
Szeptember 25-én a The Estate of Prince Rogers Nelson kiadott három verziót a Sign o' the Times albumból. A Remastered Edition-ön szerepel az eredeti album, a Deluxe Edition-ön szerepel annak remastere és egy harmadik lemez, az összes kislemezzel, maxi kislemezzel és B-oldallal. A Super Deluxe pedig hat további lemezt tartalmaz, amelyekből az egyik egy koncertfilm. A Pitchfork 10/10-es értékelést adott neki és a legjobb újra kiadott albumnak nevezte.

### 2021
Április 7-én bejelentették, hogy újra ki fogják adni lemezen az 1998-as The Truth albumot június 12-én. Másnap pedig bejelentették a korábban kiadatlan Welcome 2 America album kiadását július 30-án. Az albumon közreműködik Tal Wilkenfeld, Chris Coleman, Morris Hayes, illetve a New Power Generation énekesei Liv Warfield, Shelby J. és Elisa Fiorillo.

## Művészete, hagyatéka

### Zenéje, imidzse
Többféle zenei stílusban alkotó, stílusötvöző, új hangzásokat létrehozó kísérleteiről ismert művész. Pályafutása elején többek között James Brown, Sly Stone, George Clingon, Jimi Hendrix, a fehér rockból a Grand Funk Railroad, Joni Mitchell, Led Zeppelin és a Beatles voltak rá hatással. Első két albumát a R'n'B és a pop hangzás jellemezte. E lemezek felvételekor gyakorlatilag minden hangszeren ő játszott. 1980-as Dirty Mind albumától számítják az úgynevezett Minneapolis sound korszakát, mely sajátos keveréke a funky, rock, pop, szintipop és new wave hangzásnak. Munkásságában fentiek mellett a soul, blues, pszichedelikus, dzsessz, hiphop is megjelennek. Prince-re jellemző a zenei stílusokkal folytatott kísérletezés, extravagáns és nagyvonalú színpadi megjelenés, és – főleg a 80-as években – gyakran szókimondó, szexuális témájú szövegek felbukkanása.
Az 1980-as Dirty Mind-on a Head az orális szexről, és a Sister egy vérfertőző kapcsolatról gyorsan megalapozta Prince szexközpontú imidzsét, egyszersmind a rádiók alig találtak lejátszható szövegű dalokat. A Purple Rain albumon szereplő Darling Nikki szövegének nagy szerepe volt az USA-ban a Parental Advisory: Explicit Lyrics matricák kötelező bevezetésében. Miután Al Gore felesége belehallgatott a 12 éves lányának vásárolt albumba, kezdeményezte a zeneipari szigorítást. Az ebben az időben született alkotásaival, a Purple Rain és a Sign 'o' the Times című albumokkal vált világszerte ismert sztárrá. Az 1990-es években rap elemekkel bővítette zenéjét, majd két dzsessz ihletésű lemezt (2001- The Rainbow Children, 2003 – N.E.W.S.) jelentetett meg. Ezt követően két lemeze (Musicology; 3121) ismét poposabb, mainstream zenei stílusban készült. Azóta is folyamatosan, gyakorlatilag minden évben adott ki új lemezeket. Életében aktívan koncertezett a saját formációival.
1984-ben készített Bíboreső című filmjének betétdaláért Oscar-díjat kapott. A telihold alatt című második filmje megbukott, később viszont kultuszfilm lett. Harmadik filmje, Az irkafirka híd mérsékelt sikert aratott.

### Befolyása, művészi képessége
Prince zenéje több stílust kevert és többek inspirálta őt James Brown, George Clinton, Joni Mitchell, Duke Ellington, Jimi Hendrix, a The Beatles, Chuck Berry, David Bowie, az Earth, Wind & Fire, Mick Jagger, Rick James, Jerry Lee Lewis, Little Richard, Curtis Mayfield, Elvis Presley, Todd Rundgren, Carlos Santana, Sly Stone, Jackie Wilson, és Stevie Wonder. Karrierje során gyakran volt hasonlítva Miles Davishez, a művészi változtatások miatt, amelyek karrierjében történtek. Davis azt mondta, hogy Prince szerint egy másvilági keveréke James Brownnak, Jimi Hendrixnek, Marvin Gaye-nek, Sly Stone-nak, Little Richardnak, Duke Ellingtonnak, és Charlie Chaplinnek. Prince és Davis egyszer felléptek együtt egy jótékonysági eseményen a Paisley Parkban.
Nik Cohn azt mondta, hogy Prince „a rock minden idők legtehetségesebb előadója.” Éneklése falzettől baritonig terjedt, megerőltetés nélküli váltásokkal. Ennek ellenére született tenorista volt. Multi-instrumentalista, gitár virtuóz, mestere a doboknak, ütőhangszereknek, basszusgitároknak, billentyűsöknek és szintetizátoroknak. Az első öt albumán mind a 27 hangszeren ő játszott. A technológiát is hamar kezdte használni, mint a dobgépek használata.
Írt dalokat más előadóknak is, mint a Manic Monday (The Bangles), az I Feel for You-t Chaka Khan feldolgozta Prince debütáló albumáról, a Nothing Compares 2 U, amelyet a The Family után Sinéad O'Connor dolgozott fel. Céline Dionnak adta a With This Teart, az énekesnő második albumára.
Prince fontos szerepet játszott, a The Time, a Vanity 6, az Apollonia 6, Carmen Electra, Janelle Monáe és Sheila E. karrierjében. Prince-dalokat feldolgozott többek közt Kanye West, D'Angelo, Phil Collins, Beyoncé, Mariah Carey, a Maroon 5, Alicia Keys, Jay-Z és Tupac is. Prince stílusát többen is utánozták vagy inspirálódtak belőle, többek között Janet Jackson, George Michael, Lenny Kravitz, Justin Timberlake és The Weeknd is.

### Magyarországon
Magyarországon az 1980-90-es években szélesebb körben csak Purple Rain című albumának dalai, azok közül is a címadó „Purple Rain” vált ismertté. A Petőfi Rádió Prince európai áttörését követően, 1987-ben Herskovits Iván szerkesztésében életműsorozatot sugárzott Prince alkotásaiból, amelyben olyan ritkaságok is elhangzottak, mint a hivatalos Prince-diszkográfiákban nem szereplő Minneapolis Genius és a Chocolate Box albumok. 2011-ben járt először Magyarországon, amikor a Sziget Fesztiválon adott koncertet.

## A dalok témái
- Szexualitás, erotika
- Szerelem, férfi-nő kapcsolatok
- Társadalmi problémák, politika
- Vallás, spiritualitás
- Egyéb instrumentális számok

## Legfontosabb slágerei
- I Wanna Be Your Lover (1979)
- Dirty Mind (1980)
- Uptown (1980)
- Controversy (1981)
- 1999 (1982)
- Little Red Corvette (1982)
- Purple Rain (1984)
- When Doves Cry (1984)
- Let’s Go Crazy (1984)
- Raspberry Beret (1985)
- Pop Life (1985)
- America (1985)
- Kiss (1986)
- Manic Monday (1986, a dal előadója a Bangles)
- Girls and Boys (1986)
- Sign o' the Times (1987)
- U Got the Look (1987)
- Alphabet Street (1988)
- I Wish U Heaven (1988)
- Batdance (1989)
- Partyman (1989)
- Nothing Compares 2 U (1990)
- Thieves in the Temple (1990)
- Gett Off (1991)
- Cream (1991)
- Diamonds and Pearls (1991)
- Money Don’t Matter 2nite (1991)
- Sexy MF (1992)
- 7 (1992)
- Peach (1993)
- The Most Beautiful Girl in the World (1994)
- Gold (1995)
- Betcha By Golly Wow (1996, a Stylistics dalának feldolgozása)
- The Greatest Romance (1999)
- Musicology (2004)
- Cinnamon Girl (2004)
- Te Amo Corazón (2005)
- Black Sweat (2005)
- Laydown (2010)

## Diszkográfia

### Stúdióalbumok
| - For You (1978) - Prince (1979) - Dirty Mind (1980) - Controversy (1981) - 1999 (1982) - Purple Rain (1984) - Around the World in a Day (1985) - Parade (1986) - Sign 'o' the Times (1987) - Lovesexy (1988) - Batman (1989) - Graffiti Bridge (1990) - Diamonds and Pearls (1991) - Love Symbol (1992) - The Hits 1 (1993) - The Hits 2 (1993) - The Hits/The B-sides (1993) | - Come (1994) - The Black Album (1994) - The Gold Experience (1995) - Chaos and Disorder (1996) - Emancipation (1996) - Crystal Ball (1998) - Newpower Soul (1998) - The Truth (1998) - Rave Un2 the Joy Fantastic (1999) - Rave In2 the Joy Fantastic (2001) - The Vault: Old Friends 4 Sale (1999) - The Very Best Of Prince (2001) - The Rainbow Children (2001) - One Nite Alone… (2002) - One Nite Alone… Live! (2002) - It Ain't Over! (2002) | - Xpectation (2003) - C-Note (2003) - N·E·W·S (2003) - The Chocolate Invasion (2004) - The Slaughterhouse (2004) - Musicology (2004) - 3121 (2006) - Ultimate Prince (2006) - Planet Earth (2007) - Indigo Nights (2008) - Lotusflow3r / MPLSound (2009) - 20Ten (2010) - Plectrumelectrum (2014) - Art Official Age (2014) - HITnRUN Phase One (2015) - HITnRUN Phase Two (2015) |

### Rolling Stone-listák
A Rolling Stone magazin Minden idők 500 legjobb dalának listáján (2010) a következő számai szerepelnek:
- 1999 (1982): 215. helyezés.
- Little Red Corvette (1982): 109. helyezés.
- Purple Rain (1984): 144. helyezés.
- When Doves Cry (1984): 52. helyezés.
- Kiss (1986): 464. helyezés.
- Sign 'o' the Times (1987): 304. helyezés.
- Nothing Compares 2 U (1990): 165. helyezés. A dal előadója Sinéad O’Connor ír énekesnő.

A Rolling Stone magazin Minden idők 500 legjobb albumának listáján (2003) a következő albumai szerepelnek:
- 1999 (1982): 163. helyezés.
- Purple Rain (1984): 72. helyezés.
- Sign 'o' the Times (1987): 93. helyezés.
- Dirty Mind (1980): 204. helyezés.

A 2020-as kiadáson ugyanezen albumok szerepeltek, a következő helyeken:
- 1999 (1982): 130. helyezés.
- Purple Rain (1984): 8. helyezés.
- Sign 'o' the Times (1987): 45. helyezés.
- Dirty Mind (1980): 326. helyezés.

## Fordítás
- Ez a szócikk részben vagy egészben  a   Prince (musician) című angol Wikipédia-szócikk ezen változatának fordításán alapul.  Az eredeti cikk szerkesztőit annak laptörténete sorolja fel. Ez a jelzés csupán a megfogalmazás eredetét és a szerzői jogokat jelzi, nem szolgál a cikkben szereplő információk forrásmegjelöléseként.